# Olaf Ludwig
Olaf Ludwig (n. 13 aprilie 1960, Gera, Germania) este un fost ciclist german a cărui perioadă de glorie a fost între anii 1980 - 1990. 

## Carieră
Realizările lui cele mai importante au fost ca și ciclist amator, câștigarea de două ori în anul 1982 și 1986 a competiției Cursa Păcii. Sau medalia de aur la Jocurile Olimpice din 1988 la individual. Ca și ciclist profesionist a câștigat trei etape, și a purtat o dată tricoul verde (ca sprinter) la Turul Franței. La cupa campionilor mondiali din anul 1992 a fost câștigător la total puncte. La campionatul mondial din 1993 de ciclism rutier individual a ocupat locul trei. După retragerea din cariera sprtivă deschide firma "Olaf Ludwig Cycling GmbH". Pe lângă aceasta el deține diferite funcții la Uniunea Germană a Cicliștilor și echipei de cicliști profesioniști a Telekom-ului. Olaf Ludwig este căsătorit și are trei copii.

## Literatură
- Olaf Ludwig: Höllenritt auf der Himmelsleiter. Etappen meines Lebens. Herausgegeben von Helmut Wengel. RhinoVerlag, Arnstadt & Weimar 1997, ISBN 3-932081-18-8